# Nöchel
Nöchel ist ein Ortsteil von Nümbrecht im Oberbergischen Kreis im südlichen Nordrhein-Westfalen innerhalb des Regierungsbezirks Köln.

## Lage und Beschreibung
Der Ort liegt zwischen Marienberghausen im Norden und Herfterath im Süden, an dem Flüsschen Staffelbach. Der Ort liegt in Luftlinie rund 4,4 km westlich vom Ortszentrum von Nümbrecht entfernt.